# Emil Hirschfeld
Pour les articles homonymes, voir Hirschfeld.
Emil Hirschfeld, né le 31 juillet 1903 à Dantzig et mort le 23 février 1968 à Berlin (Est) était un athlète allemand dans la discipline du lancer de poids. 

## Palmarès
Il participe pour l'Allemagne aux Jeux olympiques d'Amsterdam en 1928, et remporte la médaille de bronze du lancer de poids.
Aux Jeux olympiques de 1932, il se classe quatrième au lancer du poids et treizième au lancer de disque. 